# Progress 23
Progress 23 (ryska: Прогресс-23) var en sovjetisk obemannad rymdfarkost som levererade förnödenheter, syre, vatten och bränsle till den sovjetiska rymdstationen Saljut 7. Den sköts upp med en Sojuz-U-raket, från Kosmodromen i Bajkonur, den 14 augusti 1984 och dockade med Saljut 7, den 16 augusti.
Farkosten lämnade rymdstationen den 26 augusti 1984 och brann upp i jordens atmosfär den 28 augusti 1984.

### Fotnoter
1. ↑  ”NASA Space Science Data Coordinated Archive” (på engelska). NASA. https://nssdc.gsfc.nasa.gov/nmc/spacecraft/display.action?id=1984-086A. Läst 1 mars 2020.
2. ↑  Manned Astronautics - Figures & Facts Arkiverad 25 augusti 2009 hämtat från the Wayback Machine., läst 15 juli 2016.